# Speleoticus globosus
Espèce
Synonymes
- Nesticus globosus Liu & Li, 2013

Speleoticus globosus est une espèce d'araignées aranéomorphes de la famille des Nesticidae.

## Distribution
Cette espèce est endémique du Guangxi en Chine,. Elle se rencontre dans le xian de Du'an dans la grotte Dawan.

## Description
Le mâle holotype mesure 3 mm et la femelle paratype 4,36 mm.

## Publication originale
- Liu & Li, 2013 : New cave-dwelling spiders of the family Nesticidae (Arachnida, Araneae) from China. Zootaxa, no 3613, p. 501-547.